# سنوسیه

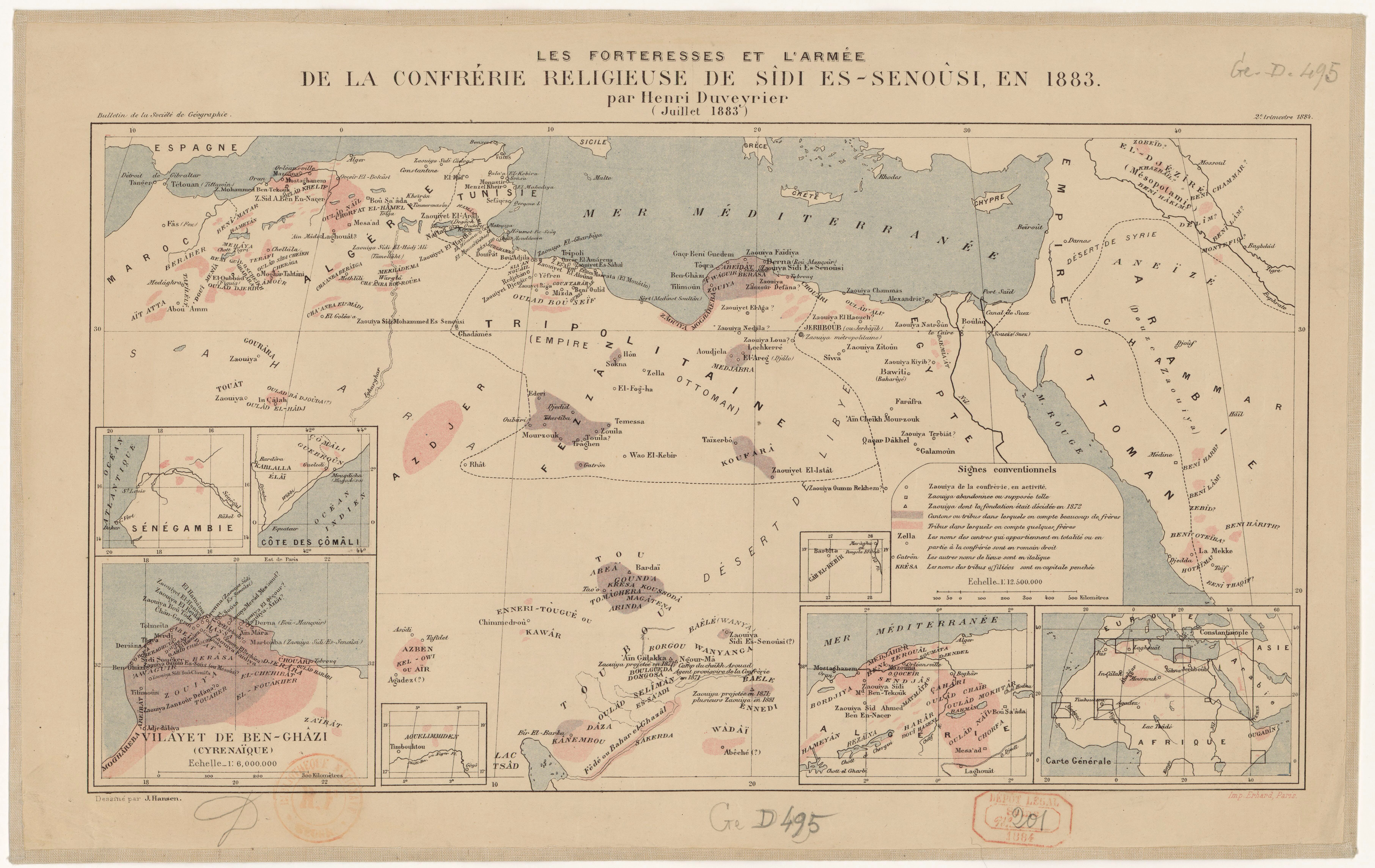
مناطق تحت جنبش سنوسیه یا اُخُوَتِ سِنوسی بر اساس نقشه

سنوسیه یا اُخُوَتِ سِنوسی یک جنبش احیای اسلام است که در لیبی و سودان یافت می‌شود.

## تأسیس
در مستغانم در غرب الجزایر در سال ۱۸۳۷ توسط شیخ محمد بن علی سنوسی تأسیس شد و سپس در سال ۱۸۴۳ در لیبی در شهر البیضا برپا شد. این جنبش از دیگر جنبش‌های اصلاحی اسلامی به‌ویژه از نظر ابزارها و اهداف عمیق‌تر و مؤثرتر متمایز بود و مراکز مذهبی آن در شمال آفریقا، سودان، کیپ ورد و برخی دیگر از کشورهای اسلامی گسترش یافت.

## عقاید و باورها
- سنوسی یک جنبش احیای اسلام است.
- تحت تأثیر ائمه مالکی، امام احمد بن حنبل و ابوحامد غزالی بود.
- در امور عبادت، زهد در خوراک و پوشاک سختگیر است.
- خواستار همت و مبارزه با تقلید است.
- اگرچه یک مکتب مالکی است، اما اگر با نظر دیگران راحت باشد، انحراف از عقاید مالکی‌ها را جایز می‌داند.
- دعوت به سوی خدا با حکمت و موعظه نیکو و پرهیز از خشونت و زور
- توجه ویژه به کارهای یدی از آموزه‌های سنوسی است. او گفت: «ارزشمندترین کار کاشتن است» بنابراین، کشاورزی و تجارت محصولات آن در واحه‌های لیبی، جایی که مراکز دعوت سنوسی در آنجا بود، رونق گرفت.
- جهاد دائمی در راه خدا علیه صلیبی‌های استعماری و دیگران شعار سنوسی است و هزاران نفر تاوان آن را در جهاد خود علیه استعمار ایتالیا پرداختند.
- این فرقه سختگیری در زندگی را با رزمندگی در هدف‌های سیاسی همراه می‌کرد و گرایش‌های صوفی‌منشی داشت.
- خانقاه‌های آن در شمال آفریقا و بویژه در لیبی گسترش یافت و با پیوستن بردگان آزادشده قدرت یافت.

## برجسته‌ترین شخصیت‌های آن
شیخ محمد بن علی سنوسی ۱۲۰۲ ق - ۱۲۷۶ هجری قمری ۱۷۸۷–۱۸۵۹ م و او مؤسس دعوت سنوسی است و سنوسی‌ها به جد چهارم او منسوب است. او در مستغانم الجزایر به دنیا آمد و در خانه علم و تقوا رشد کرد. و هنگامی که به سن بلوغ رسید، تحصیلات خود را در مسجد جامع القراویین مراکش ادامه داد، از تونس، لیبی، مصر، حجاز و یمن دیدن کرد. به مکه رفت و اولین زاویه را که بعدها به نام نهضت سنوسی شناخته شد، در آنجا بنیان نهاد. وی حدود چهل کتاب و رساله دارد، از جمله: الدرار الصنیه فی اخبار الادریس و ایقاظ الوسنان فی عمل ب الحدیث و القرآن.
شیخ المهدی محمد بن علی السنوسی ۱۲۶۱–۱۳۱۹ هجری قمری (۱۸۴۴–۱۹۰۲م) در سن دوازده سالگی جانشین پدرش در رهبری سنوسی شد.
شیخ احمد الشریف السنوسی، پسر عموی مهدی - در سال ۱۲۹۰ هجری قمری (۱۸۷۳ م) به دنیا آمد و تحصیلات خود را نزد عمویش فرا گرفت و در جریان حمله استعمار اروپا به شمال آفریقا و حمله ایتالیا به لیبی، در سال ۱۹۱۷ میلادی از دولت عثمانی کمک خواست، اما به او کمک نشد. به ترکیه رفت و با مصطفی کمال آتاتورک دیدار کرد به این فکر که او حافظ دین است ولی وقتی گرایش سکولار اتاتورک برایش روشن شد ترکیه را ترک کرد در سال ۱۹۲۳ به دمشق، ولی فرانسه که قیمومیت سوریه را داشت خطر او را احساس کرد و او با ماشین از بیابان به عربستان فرار کرد.
شیخ عمر مختار ۱۲۷۵ هجری قمری ۱۳۵۰ هجری قمری، ۱۸۵۶–۱۹۳۱م، مجاهد مشهور لیبی که بیست سال در جنگ با نیروهای ایتالیا بود تا اینکه استعمارگران او را تحت کنترل ایتالیایی‌ها درآوردند و حکم اعدام او در روز چهارشنبه ششم سپتامبر ۱۶ سپتامبر ۱۹۳۱ میلادی اجرا شد.

## استعمار ایتالیا
ایتالیا با جنگ با ترک‌های عثمانی در سال ۱۹۱۱ لیبی را از دست عثمانی‌ها درآورده و در اختیار خود گرفت. در سال ۱۹۲۲، بنیتو موسولینی، فاشیست ایتالیا، با این ایده که رومی‌ها ۲۰۰۰ سال پیش از آن لیبی را فتح کرده‌بودند اقدام به «فتح دوباره» لیبی کرد و سنوسی‌ها رهبران مقاومت علیه حملات او شدند. ایتالیایی‌ها خانقاه‌های سنوسی را بستند، شیخ‌های آنان را دستگیر کردند و زمین مسجدهای آن‌ها را مصادره کردند. مبارزه مردم لیبی علیه ایتالیا تا سال ۱۹۴۳ ادامه یافت. پس از جنگ جهانی دوم رهبر سنوسیه به پادشاهی رسید و تا زمان سرهنگ معمر قذافی در قدرت بود.